# Strandridare
Strandridare var en titel på en beriden lägre tjänsteman vid svenska tullverkets kustbevakning med uppgift att avpatrullera rikets sjögräns. 
Strandridarna fanns från 1600-talet som del av en verksamhet som kom att utvecklas till Kustbevakningen. De hade till uppgift att bevaka kusten och att bekämpa smuggling till sjöss. Även att förhindra vrakplundring ingick. De första strandridarna anställdes år 1638 i Kalmar. De hade till uppgift att patrullera en 25 mil lång sträcka utmed Sveriges ostkust. Detta skedde till fots eller häst; under 1900-talet första del och fram till andra världskriget även med cykel.
Strandridarna ersattes 1832 av kustuppsyningsmän.